# Turners örnlav
Turners örnlav (Ochrolechia turneri) är en lavart som först beskrevs av James Edward Smith och som fick sitt nu gällande namn av Torsten Hasselrot. 
Turners örnlav ingår i släktet Ochrolechia och familjen Ochrolechiaceae.  Arten är reproducerande i Sverige. Inga underarter finns listade i Catalogue of Life.